# Girolamo Dal Pane
Girolamo Dal Pane (Bologna, 1º ottobre 1821 – 1856) è stato un pittore italiano in stile neoclassico attivo principalmente a Bologna.

## Biografia
A partire dal 1834 frequentò il Collegio Artistico Venturoli. Divenne famoso dipingendo affreschi per palazzi bolognesi, tra cui il Palazzo Zagnoni-Spada Ceralli (1846), il Palazzo Malvezzi-Saraceni (1852-1853), decorato con affreschi allegorici, comprese scene del Decameron e ritratti di famosi scrittori italiani, e il Palazzo Bonasoni.